# Montfrin
 Montfrin  es una población y comuna francesa, situada en la región de Languedoc-Rosellón, departamento de Gard, en el distrito de Nimes y cantón de Aramon.

## Demografía
| 1779 | 2055 | 2089 | 2404 | 2685 | 2934 |
| Para los censos de 1962 a 1999 la población legal corresponde a la población sin duplicidades (Fuente: INSEE [Consultar]) |      |      |      |      |      |